# 一橋大学附属図書館
一橋大学附属図書館（ひとつばしだいがくふぞくとしょかん）は、東京都国立市中に位置する国立大学法人一橋大学により設置・運営されている図書館である。商法講習所ならびに東京商科大学を前身とした大学の附属図書館であるため、蔵書は社会科学、特に経済に関係する書籍が中心となっている。1885年の設立以来、130年以上にわたり様々な資料を収集しており、戦前に発行された書籍などの再入手困難な貴重資料も数多く所蔵している。

## 概要
蔵書数は約201万冊で、全蔵書の5割は社会科学系である。また原則として同じ本を複数所蔵していない。文部科学省により人文・社会科学系の外国雑誌センター館に指定されており、1000タイトル以上の外国雑誌の収集を行っているほか、欧州連合のEU情報センターにもなっている。西洋古典資料保存に関する拠点およびネットワーク形成事業により、2019年度国立大学図書館協会賞受賞。
単科大学の伝統から、大学の図書が中央図書館である一橋大学附属図書館に集中的に所蔵される中央図書館制がとられている。さらに、全蔵書の約6割にあたる122万冊が開架となっている。この蔵書数に対する開架図書数の率は、他の国立大学図書館が5割未満であるのに比べて極めて多い。このように図書へのアクセス性が高いため、貸出数が多くなっている。
中国人民大学、東京医科歯科大学、東京外国語大学、東京工業大学、東京学芸大学、東京農工大学、電気通信大学、慶應義塾大学、早稲田大学、国際基督教大学、津田塾大学、上智大学、多摩地区大学協定校、EUインスティテュート・イン・ジャパン協定校、アジア経済研究所との間で、図書館の相互利用協定が締結されている。

## 歴史
一橋大学の前身の一つである東京商業学校が文部省の直轄となった1885年の9月、図書館が設置された。このとき図書掛は3名であった。それから9年後の1894年に図書館が新築され、また初の大学教授兼任の図書掛が置かれた。1908年の11月には木造2階建ての図書館新館が竣工し、当時の学生数1,300人余りの利用に適した規模になった。さらに1917年には、大正天皇の即位を記念しての御大典記念図書館が開館した。この御大典記念図書館は当時としては非常に強固な構造（鉄筋四階建）であったため、1923年9月1日に発生した関東大震災においても倒壊を免れている。このことが、本図書館に貴重な資料が残されることにつながった。1930年には図書館がキャンパスとともに当時の東京府谷保村（現在の東京都国立市）へと移転し、時計台がシンボルの新図書館（国立本館）が落成した。この図書館は何度か増改築工事を受けつつ、現在でも利用されている。なお、1936年には当時の東京府北多摩郡小平村（現在の東京都小平市）に小平分館が置かれ、1963年に増改築が、1969年には鉄筋二階建の新築建物の開館がなされている。しかし、国立本館が相次ぐ増改築・新築工事によって膨大な蔵書力を得たこと、1996年に小平分校が廃止されたことなどの影響を受け、小平分館は1997年に閉館している。

## コレクション
- 井藤半彌ドイツ紙幣コレクション
- 海老池俊治文庫
- 英国政府刊行物コレクション
- ヨーロッパ現代史
- フランス革命パンフレットコレクション
- フランス革命資料コレクション
- 藤井義夫文庫
- 深沢宏文庫
- 福田徳三関係資料
- 岸野知雄文庫
- 幸田成友文庫
- 小坂善太郎文庫
- 旧陸軍経理学校旧蔵図書
- ヴィルヘルム・レキシス文庫
- 三浦新七文庫
- 村瀬春雄文庫
- 中山伊知郎文庫
- 西川孝治郎文庫
- 小場瀬卓三文庫
- 大塚金之助文庫
- 大窪愿二コレクション
- 良知力文庫
- リソルジメント・コレクション（ジョヴァンニ・バッチスタ・カプロニ収集）
- 佐野善作文庫
- 佐藤晃一文庫
- ヨーゼフ・シュンペーター文庫
- 戦前期アジア諸国写真コレクション
- 修学旅行等報告書
- 菅礼之助文庫
- 髙本善四郎氏図書助成・名著コレクション
- 外池文庫（英国協同組合関係資料）
- 森田優三寄贈統計文庫
- 東欧諸国現代史資料
- 土屋喬雄文庫
- 上田貞次郎文庫
- 山田欽一文庫
- 山中篤太郎文庫
- 山内得立文庫
- 他

※この他、1978年に附属図書館から分離して設立された貴重書図書館・一橋大学社会科学古典資料センターに、カール・メンガー文庫、オットー・フォン・ギールケ文庫、左右田喜一郎文庫や、トマス・ロバート・マルサスのサイン入り『人口論』初版（1798年）、いずれも山口茂名誉教授の旧蔵書でジャン＝バティスト・セイの書き込みがある、マルサスからの献呈本『経済学の諸定義』（1827年）及びデイヴィッド・リカードの『経済学および課税の原理』第3版（1821年）といった貴重書も所蔵している。